# Мануель де Ланда
Мануель де Ланда (нар. 1952) — мексикансько-американський письменник, митець і філософ. Живе в Нью-Йорку з 1975 року, є викладачем архітектури в Школі архітектури Прінстонського університету та Школі дизайну Університету Пенсільванії, де викладає курси з філософії міської історії та динаміки міст як історичних акторів, з наголосом на важливості розуміння самоорганізації та матеріальної культури в розумінні міста.
Де Ланда також викладає теорію архітектури в Інституті Пратта та є завідувачем кафедри імені Жиля Делюза та професором філософії в Європейській Вищій Школі.

### Філософська праця
Серед відомих робіт де Ланди — «Війна в епоху розумних машин» (1991), «Тисяча років нелінійної історії» (1997), «Інтенсивна наука та віртуальна філософія» (2002) і «Нова філософія суспільства: теорія асамбляжів та соціальна складність» (2006). Його праця багато в чому посилається на теорії французьких філософів Жиля Делюза та Фелікса Ґваттарі, з одного боку, та сучасній науці, матеріалізмі, теорії самоорганізації, штучному житті та інтелекті, економіці, архітектурі, теорії хаосу, історії науки, нелінійній динаміці, клітинних автоматах, з іншого. Його книга 2015 року «Філософська хімія: генеалогія наукової галузі» продовжує розвивати його думки щодо філософії науки та наукових досліджень.